# Bob Bryar
Bob Bryar (riktiga namn: Robert Nathaniel Bryar), född 31 december 1979 i Chicago, Illinois, USA, död i november 2024 i Tennessee i USA, var en trummis i My Chemical Romance. Bob ersatte Matt Pelisser 2004, då Pelisser plötsligt lämnade gruppen under en turné i Japan.

## Biografi
Bryar började tidigt att spela trummor, och medverkade i skolans march- och jazzorkestrar. Efter att han slutat skolan studerade han ljudteknik vid University of Florida.

### Karriär
När han var ny i bandet vann han de andra bandmedlemmarnas respekt genom att jobba riktigt hårt. Frank Iero, gitarrist i bandet, har sagt i DVD:n Life on the Murder Scene: "Bob and Toro are the two hardest working people I've ever met, and if there is a God, I thank him everyday for bringing us Bob." När han fick erbjudandet att vara med i bandet hade han nyligen brutit fotleden, men sade ingenting till bandmedlemmarna, för att han var rädd att de skulle välja en annan trummis. 
Under inspelningen av musikvideon Famous Last Words fick Bryar brännskador på ena benet. I videon sitter han vid trummorna precis vid elden och efter ett tag så når elden hans ben. Bryars brännskador tvingade bandet att ställa in ett framträdande på festivalen San Diego Street Scene.
I början av 2010 meddelades det att Bryar lämnat gruppen. På gruppen album Danger Days: The True Lives of the Fabulous Killjoys, är Bryar krediterad att ha skrivit fem låtar, bland annat singlarna Na Na Na (Na Na Na Na Na Na Na Na Na) och The Only Hope for Me Is You.

### Död
Bryar hittades död i sitt hem i Tennessee den 26 november 2024. Han sågs senast i livet den 4 november 2024.

## Citat
- "It's like a swirl of guns and they're making us cover it up, which sucks." –Bryar
- "I get these urges to fuck off sometimes."
- "People think that moose are really gentle and goofy but they aren't; they're fucking animals."